# جايسون تومسون (لاعب كرة قاعدة أمريكي)
جايسون تومسون (بالإنجليزية: Jason Thompson)‏ هو لاعب كرة قاعدة أمريكي، ولد في 13 يونيو 1971 في أورلاندو في الولايات المتحدة.

## وصلات خارجية
- جايسون تومسون (لاعب كرة قاعدة أمريكي) على موقع الدوري الياباني لكرة القاعدة (الإنجليزية)
- جايسون تومسون (لاعب كرة قاعدة أمريكي) على موقعبيزبول رفرنس.كوم (الدوري الرئيسي) (الإنجليزية)
- جايسون تومسون (لاعب كرة قاعدة أمريكي) على موقعبيزبول رفرنس.كوم (الدوري الثانوي) (الإنجليزية)
- جايسون تومسون (لاعب كرة قاعدة أمريكي) على موقع مشجعي الرسوم البيانية (الإنجليزية)